# Ronga
El ronga (XiRonga; a vegades ShiRonga o GiRonga) és una llengua bantu del sud-est de la família Tswa-Ronga, al sud de Maputo a Moçambic. S'estén una mica a Sud-àfrica. Compta amb més d'un milió de parlants a Moçambic i poc més d'un miler a Sud-àfrica, amb lleugeres variants com el Konde, Putru i Kalanga.
El filòleg suís Henri Alexandre Junod sembla haver estat el primer lingüista que l'han estudiat, a finals del segle xix. Aquests llengua també és coneguda com a landim pels portuguesos, mentre que els seus propis parlants es refereixen a ella com a xilandi.

## Gramàtica
El ronga és gramaticalment tan proper al tsonga de tal manera que els funcionaris del cens sovint el consideren un dialecte; el seu sistema de classes del substantiu és molt similar i les seves formes verbals són gairebé idèntiquess. La seva diferència més notable és una influència molt més gran del portuguès, a causa d'estar centrada a la capital, Maputo (anteriorment Lourenço Marques).

## Escriptura
L'alfabet és basa en el del tsonga (del qual alguns en consideren un dialecte) com el recolliren els missioners metodistes i colons portuguesos.
| Lleters: | A | B   | C  | D | E   | G | H | I | J  | K | L | M | N | Ṅ | O   | P | R | S | Ŝ | T | U | V | W | X | Y | Z | Ẑ |
| Valor:   | a | b~β | tʃ | d | e~ɛ | ɡ | h | i | dʒ | k | l | m | n | ŋ | ɔ~o | p | r | s | ʂ | t | u | v | w | ʃ | j | z | ʐ |

| Lletra | A | B   | By | Ch | D | E   | G | H | Hl | I | J  | K | L | Lh | M | N | Nʼ | O   | P | Ps | R | S | Sv | Sw | T | U | V | Vh | W | X | Xj | Y | Z | Zv | Zw |
| Value  | a | b~β | b͡ʐ | tʃ | d | e~ɛ | ɡ | h | ɸ  | i | dʒ | k | l | ʎ  | m | n | ŋ  | ɔ~o | p | p͡ʂ | r | s | ʂ  | sʷ | t | u | ʋ | v  | w | ʃ | ʒ  | j | z | ʐ  | zʷ |